# Юлушево
Юлушево (баш. Юлыш) — деревня в Уфимском районе Республики Башкортостан Российской Федерации. Входит в состав Кармасанского сельсовета.

## География

### Географическое положение
Расстояние до:
- районного центра (Уфа): 49 км,
- центра сельсовета (Кармасан): 1 км,
- ближайшей ж/д станции (Уфа): 49 км.

Находится на левом берегу реки Кармасан.

## Население
| 2002 | 2009 | 2010 |
| ---- | ---- | ---- |
| 68   | ↗84  | ↗87  |

Национальный состав
Согласно переписи 2002 года, преобладающие национальности — татары (66 %), башкиры (30 %).